# تغريدة البجعة
تغريدة البجعة هي رواية باللغة العربية للكاتب المصري مكاوي سعيد، صدرت عن دار الدار للنشر والتوزيع. رُشّحت هذه الرواية للجائزة العالميّة للرواية العربيّة وقد وصلت للقائمة النهائية لتصفيات هذه الجائزة وذلك عن عام 2008.

## قصّة الرواية
تدورُ أحداث هذه الرواية حول مصطفى الذي يعمل بالصحافة وعن علاقاته الشخصية، والمكان الرئيسي لأحداث الرواية هي منطقة وسط البلد بالقاهرة.

## وصلات خارجية
- (تغريدة البجعة) لمكاوي سعيد - الهوامش تحكم الوطن بقلم انتصار عبد المنعم/ ديوان العرب
- نداهة (المكان) والولع بالفنون البصرية - قراءة في رواية تغريدة البجعة بقلم يسري عبد الله